# Laguna Bosque Alegre
Laguna Bosque Alegre är en sjö i Costa Rica.   Den ligger i provinsen Alajuela, i den centrala delen av landet, 40 km norr om huvudstaden San José. Laguna Bosque Alegre ligger 744 meter över havet. Den ligger vid sjön Laguna del Hule. I omgivningarna runt Laguna Bosque Alegre växer i huvudsak städsegrön lövskog.